# Bar
bar (simbol bar) și milibar (simbol mbar) sunt unități de măsură ale presiunii. Unitatea „bar” nu este o unitate a SI, nici a CGS, însă este acceptată să fie folosită împreună cu SI. Barul este larg folosit în tehnică deoarece este foarte apropiat de presiunea atmosferică la nivelul mării.

## Definiție
Unitățile „bar” și „milibar” (mbar) sunt definite ca:
- 1 bar = 100 kPa (kiloPascali) = 1.000.000 dine pe cm²
- 1 mbar = 0,001 bar = 0,1 kPa = 1.000 dine/cm²,

unde Pascalul este un Newton pe metru pătrat.

## Istoric
Cuvântul „bar” provine din limba greacă, unde βάρος (baros) înseamnă greutate. Barul și milibarul au fost propuse de Napier Shaw în 1909 și adoptate internațional în 1929.

## Utilizare
Presiunea atmosferică este adesea exprimată în milibari, unde o „atmosferă fizică standard” (presiunea standard la nivelul mării) este definită ca exact 1.013,25 mbar (hPa), adică 1,01325 bar. Deși milibarul nu este o unitate a SI, este mult folosit în meteorologie pentru a defini presiunea atmosferică, inclusiv în SUA. Prin introducerea exprimării în unități ale SI, mulți preferă să exprime presiunea în hPa (hectoPascali), unitate identică ca mărime cu milibarul. Deoarece însă prefixul „hecto” este incomod, o altă exprimare a presiunii atmosferice este în „kiloPascali”, echivalenți cu centibarii.
În apă există o bună corespondență între adâncimea exprimată în metri și presiunea hidrostatică exprimată în „decibar” (dbar). Ca urmare, decibarul este larg folosit în oceanografie.
În tehnică unitatea bar este foarte apropiată de vechea unitate de măsură a presiunilor din sistemul MKfS, kilogram-forță pe centimetru pătrat, iar ca urmare trecerea la bar s-a făcut relativ ușor.